# Schandmal
Ein Schandmal ist ein an einer Person nach außen hin sichtbares Zeichen der Schande, das als Strafe für ein Vergehen oder Verbrechen verordnet wird. In den meisten Ländern der Welt werden solche stigmatisierenden Formen der Bestrafung nicht mehr angewandt.
Schandmale können nach einer Verurteilung entweder in einer bestimmten Kleidungskennzeichnung (lateinisch nota infamiae) oder, wenn sie im Rahmen von Körperstrafen ausgesprochen werden, in Form von Amputationen, der Zufügung von Narben oder von Brandmarken (Ein Schandmal brennen; lat. notam infamiae inurere alicui) angewandt werden.
Zweck eines Schandmales ist auf der einen Seite die Bestrafung selbst, die durch die öffentliche Sichtbarmachung soziale Diskriminierung einschließen kann und im Fall von Körperstrafen mit der Zufügung von Schmerzen verbunden ist. Andererseits kann durch ein Schandmal eine Warnung der Mitbewohner vor einem Verurteilten zum Ausdruck gebracht werden. Oft besteht ein sichtbarer Zusammenhang zwischen einem begangenen Vergehen oder Verbrechen und der Art des Schandmals. Beispiel: Amputation der rechten Hand bei Dieben in manchen arabischen Ländern.

## Historische Beispiele

Gelbes, auf der Kleidung aufgenähtes Ketzerkreuz als Schandmal

Im Mittelalter bis weit in die Neuzeit wurden Gesetzesbrecher oft mit Schandmalen belegt:
Die Inquisition verurteilte in weniger schwerwiegenden Fällen von Ketzerei Glaubensabweichler zum Tragen von üblicherweise blauen oder gelben Ketzerkreuzen. Sie waren aus Stoff gefertigt und mussten vom Verurteilten deutlich sichtbar auf dem Obergewand getragen werden. Diese Art der Strafe wurde durch die Inquisition sehr häufig angeordnet. Die Dauer dieser Kennzeichnung konnte entweder zeitlich befristet oder lebenslang ausgesprochen werden. Bei den durch die Spanische Inquisition als Strafe auferlegten Ketzerkreuzen handelte es sich üblicherweise um rote Andreaskreuze, die oft auf einem speziellen Büßergewand, einem sog. Sanbenito getragen wurden.
Mittelalterliche Behörden einer Stadt oder Grafschaft, die eine Person mit einem Bann belegten, konnten, um deren Rückkehr nachhaltig zu verhindern, dieser Körperverletzungen zufügen, mit dem Ziel, dauerhafte Spuren zu hinterlassen. Es wurden Finger, Hände oder andere Glieder abgehackt, Nase, Ohren oder Zunge abgeschnitten, Menschen wurden gebrandmarkt oder geblendet. Narbenbildende Hautverletzungen und aufgeschlitzte Ohrläppchen waren noch vergleichsweise geringe Strafen, die auch relativ häufig verordnet wurden. Ein derart stigmatisierter Mensch konnte kaum noch zurückkehren und auch in keine Zunft aufgenommen werden. Da eine Resozialisierung so gut wie unmöglich war, konnten sich solcherart Bestrafte am ehesten noch als Söldner, Seeleute, Kleinhändler oder Kriminelle betätigen.

### Schlitzohr
Das seit dem 19. Jahrhundert belegte Wort „Schlitzohr“ bezeichnet redensartlich einen listigen, durchtriebenen Menschen. Das soll auf die Strafe für kleine Diebe und Betrüger zurückgehen, denen das halbe Ohr kupiert oder auch nur mit einem Schnitt versehen wurde, um sie zu zeichnen. Die Behauptung, die Bezeichnung Schlitzohr sei aus dem Brauch abzuleiten, unzünftiges Verhalten durch Ausreißen des Ohrrings zu ahnden, ist unbelegt. Der Ohrring ist bei Handwerkern erst seit dem späteren 19. Jahrhundert gelegentlich nachweisbar.
Bekannt ist dagegen, dass Gesetzesbrechern und Mafia-Abweichlern Ohr oder Nase abgeschnitten wurde, um sie zu stigmatisieren.
Ähnlich wird in der japanischen Yakuza auch heute noch als „Ehrenstrafe“ das Amputieren eines kleinen Fingers verübt – auch da dieser Eingriff maßgeblich die Führung eines Schwertes, wie eines Katanas, erschweren oder komplett behindern soll, aber auch der sozialen Brandmarkung dienen soll.

### Stigmatisierung von Juden
Eine stigmatisierende Form der Kleidungskennzeichen – jedoch nicht im Sinne einer Verbrechensbestrafung – war der Gelbe Ring, der vom 13. bis zum 18. Jahrhundert in Europa von Juden getragen werden musste. Diese Maßnahme wurde in der Zeit des Nationalsozialismus durch den Judenstern wieder aufgenommen.